# Full Throttle
Full Throttle es una aventura gráfica creada en 1995 por LucasArts para PC DOS y Macintosh, diseñado por Tim Schafer. Ambientado en un futuro cercano, el juego sigue la historia de Ben, un motero estadounidense acusado de un crimen. El juego fue reconocido por su pulido acabado y su trama envolvente, pero fue criticado debido a su corta duración y a su facilidad. Aun así, se convirtió finalmente en un videojuego de culto dentro de su género.
Una versión remasterizada del juego fue desarrollada por el estudio de Tim Shafer, Double Fine Productions.

## Interfaz de juego
Similar a los otros juegos de LucasArts, Full Throttle es un juego de aventura de un solo jugador, en los que el usuario toma el control del personaje principal desde una perspectiva en tercera persona utilizando el ratón para navegar por la interfaz.
El juego continúa con la dinámica de LucasArts en lo que a sistemas de juego para aventuras se refiere y utiliza el motor SCUMM. Como novedad incluyó un menú de acciones que aparecía al hacer clic sobre el botón secundario del ratón sobre los objetos. Entre las acciones, además de las habituales como ver se incluyeron otras como amenazar o patear. La animación de las escenas intermedias es, para la época, de muy buena calidad, lo que, junto con su banda sonora creada por la banda de moteros The Gone Jackals, dota al juego de un ambiente cinematográfico.

## Argumento
La historia se enfoca en Ben, el líder de una banda de moteros que se hacen llamar "Los Turones" (The Polecats). Malcolm Corley, el CEO y fundador de la última empresa de motocicletas del país se acerca a Ben en un bar para hacerle una oferta. Cuando Ben la rechaza es noqueado y puesto en un basurero por los secuaces de Adrian Ripburger, el siniestro vicepresidente de Motores Corley, que el firme propósito de apoderarse de la compañía. Tras despertar y salir del basurero, Ben intenta comunicarse con el resto de su banda, a cuyos miembros ha engañado Ripburger para que escolten su limusina hasta su destino en la junta anual de accionistas.
Ben sigue sus pasos en su moto hasta descubre que ésta ha sido saboteada por los secuaces de Ripburger. Tras el accidente, una mecánica llamada Mo, le recoge y le ayuda.
Ben logra localizar a su banda justo a tiempo para presenciar el asesinato de Corley a manos de Ripburger que pretende inculparles crimen. Como fugitivo, se ve forzado a cruzar el desierto para encontrar la forma de limpiar su nombre, salvar su banda y prevenir que Ripburger, quien ya ha asumido la presidencia de Motores Corley, cambie el rumbo de la empresa a la producción de mini camionetas. 
Ben se cruza en camino con otras bandas de motoristas: Los Buitres (The Vultures) una banda femenina adictas a la velocidad, los brutales Rottwheelers (Rompellantas) y los enigmáticos "Peces de Cueva" (Cavefish). Ben logra llegar a la junta de accionistas a tiempo para atrapar a Ripburger, anunciando su nuevo control y su plan para la compañía. Él y Mo denuncian a Ripburger como asesino y transmiten el último testamento de Malcolm Corley en el que se nombra a Mo como la sucesora en la administración de la empresa. Ben y el resto de su banda quedan libres de los cargos. 